# ميخائيل إنغهام
ميخائيل إنغهام (9 يوليو 1980 في المملكة المتحدة - ) (بالإنجليزية: Michael Ingham)‏ هو لاعب كرة قدم بريطاني في مركز حراسة المرمى. شارك مع منتخب أيرلندا الشمالية تحت 19 سنة لكرة القدم ومنتخب أيرلندا الشمالية تحت 21 سنة لكرة القدم ومنتخب أيرلندا الشمالية لكرة القدم. أما مع النوادي، فقد لعب مع ستوك سيتي وستوكبورت كونتي ونادي دونكاستر روفرز ونادي ريكسهام ونادي سندرلاند ونادي كارلايل يونايتد ونادي كليفتونفيل ونادي هيرفورد ونادي يورك سيتي ودارلينجتون إف سى.

## مسيرته الكروية
لعب ميخائيل إنغهام خلال مسيرته الاحترافية مع 9 أندية في عشرون موسمًا ولم يسجل خلالها أي هدف ضمن 409 مباراة. ولم يفز بأي موسم بالكأس أو بالدوري.
خاض ميخائيل إنغهام مسيرته مع نادي كليفتونفيل في موسم 1998–99 في المرة الأولى لمدة موسم واحد ثم في موسم 2000–01 لمدة موسم واحد، مشاركًا طوالها في 38 مباراة ولم يسجل أي هدف. ثم انتقل إلى نادي كارلايل يونايتد في موسم 1999–00 لمدة موسم واحد، حيث شارك في 7 مباريات ولم يسجل أي هدف أيضًا. لينتقل بعدها إلى نادي ستوك سيتي في موسم 2001–02 لمدة موسم واحد، لم يشارك في أي مباراة ولم يسجل أي هدف أيضًا. ثم انتقل إلى نادي يورك سيتي في موسم 2002–03 في المرة الأولى لمدة موسم واحد ثم في موسم 2008–09 ليلعب معه ثمانية مواسم، مشاركًا طوالها في 276 مباراة ولم يسجل أي هدف أيضًا. هذا وانتقل لاحقًا إلى نادي ريكسهام في موسم 2003–04 في المرة الأولى لمدة موسم واحد ثم في موسم 2005–06 ولمدة موسمين، مشاركًا طوالها في 82 مباراة ولم يسجل أي هدف أيضًا. ثم انتقل بعدها إلى نادي دونكاستر روفرز في موسم 2004–05 لمدة موسم واحد، مشاركًا في مباراة ولم يسجل أي هدف أيضًا. ليعود وينتقل من جديد، لكن هذه المرة إلى نادي هيرفورد في موسم 2007–08 لمدة موسم واحد، لم يشارك في أي مباراة ولم يسجل أي هدف أيضًا.

## وصلات خارجية
- ميخائيل إنغهام على موقع قاعدة بيانات كرة القدم.إي يو (الإنجليزية)
- ميخائيل إنغهام على موقع ناشيونال فوتبول تيمز (الإنجليزية)
- ميخائيل إنغهام على موقع Soccerbase.com (لاعب) (الإنجليزية)